# Phyllocolpa leucaspis
Phyllocolpa leucaspis är en stekelart som först beskrevs av Peter Friedrich Ludwig Tischbein 1846.  Phyllocolpa leucaspis ingår i släktet Phyllocolpa, och familjen bladsteklar. Arten är reproducerande i Sverige.